# Agència de Poona
L'agència de Poona fou una entitat britànica a l'Índia que va substituir parcialment l'agència de Satara quedant formada únicament per l'estat de Bhor, al sud-oest de Poona.